# باشگاه فوتبال شادکام مشهد
باشگاه فوتبال شادکام مشهد یک باشگاه فوتبال است که در شهر مشهد قرار دارد. این باشگاه در سال ۱۴۰۰ و با خرید امتیاز باشگاه فوتبال مهاجر نوین مشهد تأسیس شده است و اکنون در لیگ دسته سوم فوتبال ایران قرار دارد. 
این باشگاه در سال ۱۴۰۲ در رتبه ششم لیگ دسته سوم فوتبال ایران قرار گرفت و طبق گفته مالک این تیم محمد شادکام دیگر این تیم در هیچ لیگی بازی نخواهد کرد